# エア・ギター

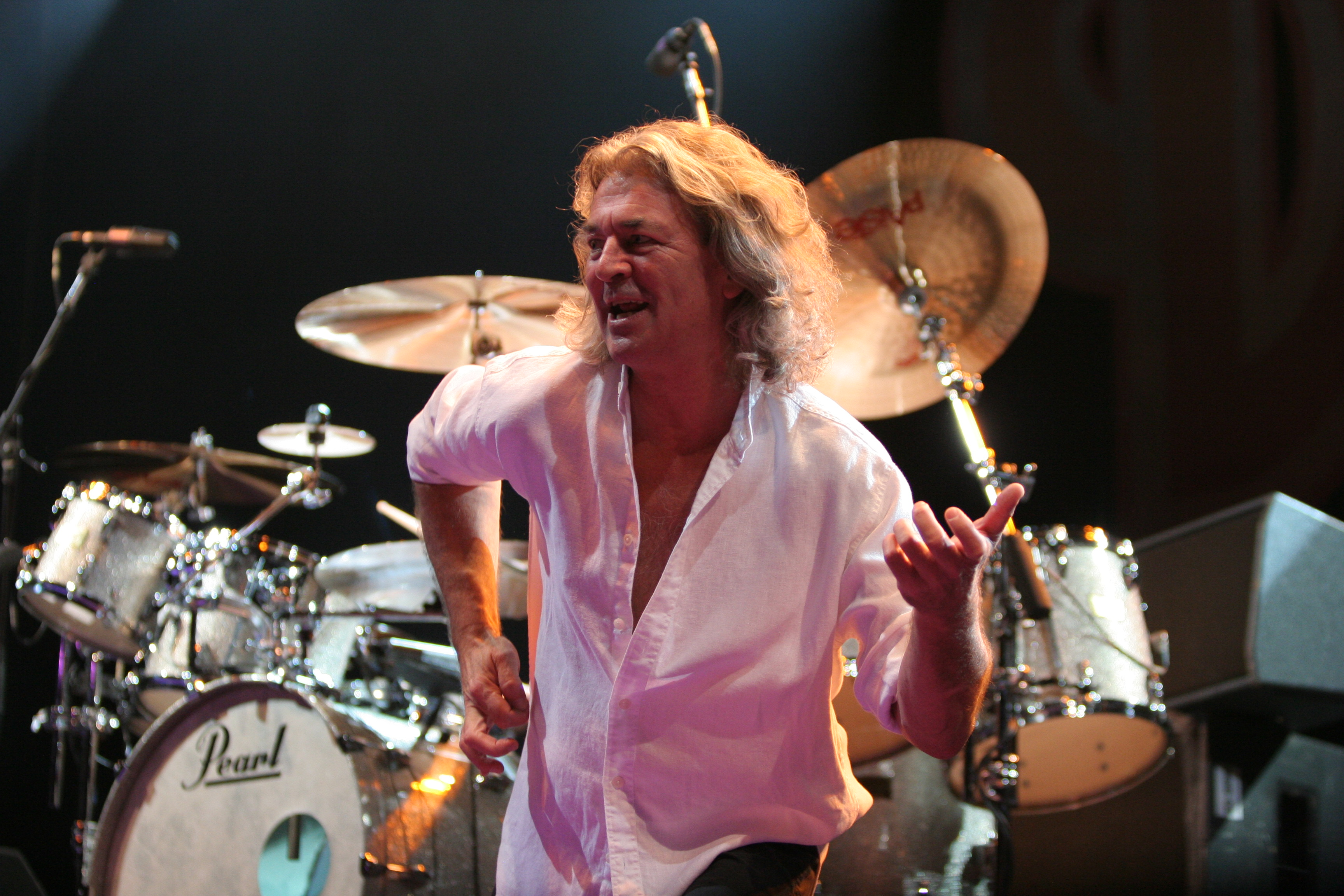
エア・ギターをプレイするイアン・ギラン

エア・ギター(air guitar)とは、演技の一つでギターの弾き真似。大げさな演奏する身振りと、しばしば実際の歌唱や口パクによって構成される。日本では大地洋輔や金剛地武志、宮城マリオ、名倉七海などが有名。

## 概要
エア・ギターはパフォーマンス一般的には、エレクトリックギターを用いる音楽、特にロックやヘヴィメタルなどの模倣に用いられる。アコースティック音楽をエア・ギターで模倣することも可能ではあるが、伝統的にロックに対して行われてきた。エア・ギターに伴って、ヘッドバンギングもしばしば用いられる。実物のギター奏者が、愛好するアーティストの演奏を聞きながら、それをエア・ギターで正確に模倣する、ということもしばしば起こる。
音楽家には、演奏中に身体を使い、本能的に曲のリズムや雰囲気に乗るということがしばしばある（これは曲の拍子を合わせる手段でもある）。ロック・ミュージックでは、多くのギタリストが、パフォーマンスの一環として大げさな振る舞いを行っている。中にはアクロバット的動作を採り入れている者もあり、これらのパフォーマンスは彼らの個性を示すものとなっている。このような音楽家のファンはしばしば、崇敬するアーティストの動作を模倣し、その音楽に陶酔してしまうこともある。エア・ギターをダンスの特殊な形態と考えることもできる。
ロック・ミュージックにおけるギタリストはバンドの花形であり、ギタリストに憧れるファンは多い。しかしギター演奏に習熟するのは難しいため、実際にギターを演奏することの代替行為としてギターを弾くまね（エアギター）を行うという例も見られる。
人によっては、エア・ギターそのものが趣味になっており、彼らは無数のアーティストの動作を模倣できることを誇りにしている。事実、多くの国でエア・ギターの競技会が組織的に開催されている。
エア・ギターの競技会が初めて組織的に開催されたのはイギリス（1994年）であり、次いでオーストラリア（2002年）、アメリカ合衆国（2003年）で開催されている。史上最も偉大なエア・ギター奏者が誰であるかについては諸説あるが、ビル・S・プレストンとテッド・セオドア・ローガンの両名であるという説に多くが賛同している。
エア・ギターをまったく新しいレベルにまで引き上げてしまったアーティストも存在する。スウェーデンのテクニカルデスメタルバンド、メシュガーの音楽プロモーションビデオ、"New Millennium Cyanide Christ"において、5人のバンドメンバーが彼らのツアーバスで、エア・ギター、エア・ベースとエア・ドラムで（マイクはペンで見立てている）曲を演奏するという描写がなされている。
また、プロレスラーのハルク・ホーガンは、リング入場の際に、自身の入場音楽（ジミ・ヘンドリックスの曲、「Voodoo Chile(Slight Return)」のイントロ）に合わせてエア・ギターを行うことで知られている。若き日のホーガンはロックバンドのベーシストとして活動していたこともあり、その「演奏スタイル」はギターとベースの動きを合わせたような独特のものである。
最近では男性アイドルグループ、嵐が「Gの嵐!」内でエア・バンド「嵐」を結成したほか、2007年6月28日放送のNHK総合テレビ「スタジオパークからこんにちは」で金剛地武志が「エア・ギター講座」を行い、今までエア・ギターを知らなかった多くの人に知られることとなった。金剛地は「クイズ!ヘキサゴンII」で結成された「AIR BAND」にも参加している。
その一方で、本物のギタリストには現物の楽器を演奏することに強い拘りを持ち、エア・ギターに対して快く思わない人間も存在する。野村義男はその代表的な例であり、自ら「エアギター撲滅委員会委員長」を名乗っている。

## 起源
エア・ギターの起源には諸説あるが、1970年代のハードロックのボーカリストが、ギタリストが長いギターソロを行っている最中に手持ち無沙汰になってしまうのを解消するため、マイクスタンドをギターに見立てて弾く真似をしたのが端緒と見る向きが多い。
映像で残っているものとしては1969年のウッドストック・フェスティバルにてジョー・コッカーが「With a Little Help From My Friends」の演奏当初からエア・ギターを行っているのが確認できる。
1969年にエルヴィス・プレスリーが始めたという説もある。ラスヴェガスの公演ですでにエア・ギターを披露していた。エルヴィスはマイクスタンドを用いずに、ギターを弾くマネをしていた。映像としては「エルヴィス・オン・ステージ」や「アロハ・フロム・ハワイ」などでも確認できる。
有名なのはエルヴィス・プレスリー、クイーンのフレディ・マーキュリー、フリーのポール・ロジャース、ディープ・パープルのイアン・ギランなど。

## 世界選手権
1996年からは、フィンランドのオウルでオウル・ミュージック・ビデオ・フェスティバルの一環として、8月の末に世界選手権が開かれている。
日本からは2004年から出場者を出し、2004年、2005年の大会では、金剛地武志が二年連続で4位に入賞した。
2005年からは、かながわIQが設立した日本エアギター協会が世界エアギター協会に加盟し、日本選手権優勝者を世界選手権の決勝大会にダイレクトインさせることになる。(ただし、2006年は金剛地とダイノジおおちが同点優勝であったため、ダイノジおおちは現地で開催される最終予選を勝ち抜いて決勝大会へ進出した。)
2006年の大会では実物のギターを全く弾けない日本のダイノジおおちが初優勝した。クイーンのブライアン・メイは自身選曲の「エアギター」という名のコンピレーションアルバムを出しており、エアギターに使われる曲は一通り収録している。そのためか、優勝商品としてクリスタル・ボディのフィンランド製ギターのほかに、ブライアン・メイ・モデルのVOX製アンプが贈られている。
2007年大会も日本のダイノジおおちが優勝を果たし、二連覇を達成している。
2014年・2018年・2023年大会では名倉七海が優勝し、世界選手権最多優勝記録（3回）を樹立した。
日本代表の成績
- 2004年 4位 金剛地武志
- 2005年 4位 金剛地武志
- 2006年 優勝 ダイノジおおち、5位金剛地武志、16位 かながわIQ
- 2007年 優勝 ダイノジおおち、5位市川 the Rock
- 2008年 4位 市川 the Rock、6位 ダイノジおおち、15位 かながわIQ
- 2009年 11位 May
- 2010年 9位 スナニー
- 2012年 6位 チョコバット鵜飼
- 2013年 6位 いのがみこうしょう
- 2014年 優勝 名倉七海(元エアギターアイドル　テレパシーのメンバー)、4位 ケイスケ・ザ・ニンジャ(お笑い芸人ツインズのメンバー)
- 2015年 4位 名倉七海、6位 じゅんじゅん
- 2016年 7位 TAM
- 2017年 3位 SHOW-SHOW(門田亭笑勝) 7位 シャリテンKD
- 2018年 優勝 名倉七海、12位 シャリテンKD
- 2019年 9位 門田亭笑勝
- 2023年 優勝 名倉七海

なお世界決勝にはディフェンディングチャンピオンの資格で出場することができる。この権利を行使して2007年、2008年にダイノジおおちが、2015年に名倉七海が世界決勝に出場している。

### 世界最終予選（ダークホース）
世界決勝の前日に、ダークホースと言われる各国敗者復活を兼ねた現地予選があり、日本からも多くの挑戦者を出している。上位に入ると世界決勝に進出することができる。なお2018年現在、日本から参加する場合、原則日本予選に参加した上で日本エアギター協会からの推薦を受けなければならない。
日本からの参加者の成績
- 2006年 ダイノチおおち かながわIQ（両者勝ち抜け）
- 2007年 かながわIQ（敗退）
- 2008年 かながわIQ（勝ち抜け）
- 2009年 かながわIQ（敗退）
- 2011年 バクシーシ板橋（敗退、この年は日本予選が東日本大震災で未開催だった。）
- 2014年 ケイスケ・ザ・ニンジャ(満点18.0を獲得しての1位勝ち抜け)、エアギタリーマンしんごろう、いのがみこうしょう、norry（以上3名敗退）
- 2015年 いのがみこうしょう（敗退）
- 2017年 シャリテンKD（3位勝ち抜け）
- 2018年 シャリテンKD（2位勝ち抜け）巌汰・G・くらっしゃー（20位敗退）

## 日本選手権
金剛地武志の活躍を受け、2005年に放送作家であるかながわIQが日本エアギター協会を設立し、エアギター日本選手権を開催。決勝戦はサマーソニック東京会場で開催し、当地では2010年まで施行された。
2011年は日本大会が開催されず、2012年に再開。2012年以降は世界大会開催地のオウル市が仙台市と友好都市を提携している関係で決勝は仙台市で開催された。2016年は東京で開催されたが、2017年からは、2014年以降予選が開催されている鹿児島県で決勝が開催されており、2018年決勝は鹿児島県の長島で開催された。
予選は毎年6月頃に東京の新宿loftのバーステージで行われるのが恒例となっており、数回の予選を経て7月末～8月初旬に決勝戦が行われる。
2009年にはエアギター玩具を発売したタカラトミー在勤(当時)のMAYがチャンピオンとなっていて史上初の女性チャンピオンが誕生した。2014年はアイドルの名倉七海が優勝し、2人目の女性チャンピオンにして最年少日本チャンピオン(当時)が誕生した。2016年は女性レゲエダンサーのTAMが優勝し、同年の第67回NHK紅白歌合戦でRADIO FISHのバックダンサーの一人として紅白のステージに立っている。
2017年は高校生である門田亭笑勝が優勝し、最年少日本チャンピオンの記録が塗り替えられた。
2018年は名倉七海が3年ぶりに復帰し東京予選から参加、見事鹿児島決勝でも優勝し2度目の日本チャンピオンとなった（2回以上の優勝は女性では初）。
2020年〜2022年は新型コロナウイルス感染拡大の影響で日本選手権は中止され、2023年に再開。名倉七海が3度目の日本チャンピオンとなった。
2024年は円安の影響で経費が圧迫されたため、中止となった。
日本大会優勝者
- 2005年 金剛地武志
- 2006年 ダイノジおおち、金剛地武志（同点優勝）
- 2007年 市川 the Rock
- 2008年 市川 the Rock
- 2009年 May
- 2010年 スナニー
- 2012年 チョコバット鵜飼
- 2013年 いのがみこうしょう
- 2014年 名倉七海
- 2015年 じゅんじゅん
- 2016年 TAM
- 2017年 門田亭笑勝
- 2018年 名倉七海
- 2019年 門田亭笑勝
- 2023年 名倉七海
- 2025年 須藤雄大

また、2006年と2007年にはミス･エアギター・ジャパン・コンテストを実施し、ミスを選出している。
- 2006年　グランプリ松原静香、準グランプリ相澤仁美、織田菜月
- 2007年　グランプリ西内裕美 、準グランプリ倉橋沙由梨、鈴木礼央奈

## 玩具
以上のようにエア・ギターは何も持たずに行うのが通例だが、日本国内では玩具メーカーによるさまざまな商品が発売されている。あくまで雰囲気を楽しむための「おもちゃ」だが、ファンから見れば「邪道」との声もある（実際、『音にあわせて振りをつける』エアギターに対し、『振りに合わせて音が鳴る』玩具は主客が転倒していることになる）。
エアギターPRO エレキギター（タカラトミー）
ギターのネック部分を模した本体を握り、赤外線による「見えない弦」に触れると内蔵された曲が流れる。
余談だが、この商品のPRの為、タカラトミーから2名の社員が日本エアギター選手権に参戦していた時期があり、日本ランキングも獲得している。
（その内1名は2009日本エアギター選手権で優勝し、フィンランドで行われた、「世界エア・ギター選手権2009」で11位になっている。）
エアギターウクレレ リロ＆スティッチ（タカラトミー）
基本構造は上記のエレキギターと同じ。モチーフがウクレレでありながらエア『ギター』という名称がつけられている。
ROCK TAMASHII エアギターしようぜ!!（ハピネット）
ピックを模した本体を手に持ってパフォーマンスをする（体を動かす）と内蔵された曲が流れる。
エアーミュージシャン（メガハウス）
リストバンド状の本体を手にはめて振ると内蔵された曲が流れる。手に何も持たないため、メーカーは「パフォーマンス重視」であることを強調している。
エアギター（ユーメイト）
ギターの形をした、ほぼ原寸大の透明なエアクッション。玩具というよりはジョークグッズに近い。
直感ギター（タイトー）
NTTドコモの直感ゲーム対応機種で、センサー部分のカメラの前でパフォーマンスをすると、曲に合わせてギター音が流れる。これを使用した杉元聖子 with 直感バンドもデビューした。
ちなみに同様の直感ドラムバージョンも登場しており、セッションも可能。
エアロ・ギター（ユードー）
任天堂Wiiのダウンロード販売Wiiウェアで配信されているギターゲームで、Wiiリモコンやヌンチャクを、ギターに見立てて演奏をすることができる。
エアギター用シャツ
シャツにギターのイラストがプリントされ、本当にプレイしているかのような体験が出来る。なお、センサーがついていて、実際に音が鳴る「バーチャル・エア・ギター」も開発されている。

## 関連人物
- かながわIQ（VJ・タレント） - エアギタージャパン（日本エアギター協会）会長、日本エアギター選手権オーガナイザー。「世界エア・ギター選手権2006」第16位、「世界エア・ギター選手権2008」第15位
- 八代英輝 - エアギタージャパン元副会長、現在は退任。
- 大地洋輔（ダイノジ） - 「世界エア・ギター選手権2006/2007」 優勝、「世界エア・ギター選手権2008」第6位。
- 金剛地武志 - 「世界エア・ギター選手権2004/2005」ともに第4位、「世界エア・ギター選手権2006」第5位（2007年8月、引退を表明）。日本エアギター界のパイオニアの一人。
- 市川・ザ・ロック - エアギタリスト。「2005日本エアギター選手権」4位、「2006日本エアギター選手権」出場、「2007日本エアギター選手権」、「2008日本エアギター選手権」優勝、「世界エア・ギター選手権2008」第4位
- 名倉七海 - 元エアギターアイドル　テレパシーのメンバー。「世界エア・ギター選手権2014」優勝、「世界エア・ギター選手権2015」4位、「世界エア・ギター選手権2018」優勝、「世界エア・ギター選手権2023」優勝。世界エア・ギター選手権最多優勝記録（3回）保持者
- U.K.（DJ・タレント） - エアギタージャパン関西支部長。「2005日本エアギター選手権」準グランプリ。
- 宮城マリオ - エアギタリスト[2]。日本エアギター協会幹事。
- 嵐（アイドルグループ） - 番組「Gの嵐!」でエアギターを普及。エア・バンド「嵐」結成。
- リッキー・フジ（プロレスラー） - サマーソニック2006のエアギター選手権に出場。
- ガチャピン（TVキャラクター） - エアギター2007第二回東京地区予選に出場。参加者17人中2位の成績で2007年のジャパンファイナルへの出場資格を獲得した。「2007日本エアギター選手権」3位。
- 吉田カレー味 - エアギタリスト。「2005日本エアギター選手権」5位、「2006日本エアギター選手権」3位 、「2007日本エアギター選手権」2位。
- ゴー☆ジャス （お笑い芸人）- サマーソニック2006、2007エアギター選手権決勝に出場。
- KOHSUKE - ギタリスト、ボーカル。「2006/2008 日本エアギター選手権」大阪チャンピオン、「2007日本エアギター選手権」6位[3]。
- ツインズ （双子のお笑い芸人）- 弟の長塚啓佑が2008年から選手権に参戦。2009年から連続して日本ランキングを獲得している。「2014エアギター日本選手権」準優勝。2014年エアギター世界決勝では4位入賞。（エアギターの際はこねずみニャー助もしくはケイスケ・ザ・ニンジャと名乗っている）。
- モンチッチ（人形キャラクター） - エアギター2010日本大会東京予選で1位通過し、2010決勝大会で準優勝。
- 棚橋弘至（プロレスラー） - 入場時や試合終了後に、エア・ギターを披露することがある（2012年現在）。
- むすび丸（人形キャラクター） - エアギター2012仙台予選を2位通過し、2012決勝大会で14位。2013年も決勝に出場した(14位)。
- くまモン（人形キャラクター） - エアギター2012大阪予選を通過し、2012仙台決勝大会で15位。
- 藤﨑麻美（アイドルグループ、アリス十番メンバー） - エアギター2013東京予選で2位通過、2013決勝大会で6位。出場の際、自らの愛称である「あさみうさぎ」名義で出場した。
- どてちん岩ちゃん （お笑い芸人）- プロレスラー棚橋弘至のモノマネ芸人、棚ボタ弘至として出場。2014年第三回東京予選で2位になり決勝進出。2014年決勝では10位。
- 前田鮎花（アイドルユニット、963メンバー） - エアギター2025東京予選で1位（ソウイチロックと同率）通過、2025決勝大会で7位。

## その他
クラシックの指揮者版としてエア・コンダクター (air conductor) も存在する（「アームチェア・コンダクター」と呼ばれるのが一般的である）。2007年世界で最初のエア・コンダクター選手権が東京国際フォーラムで行われた。受賞者はキング・オブ・エアコン（優勝）にイトウトモタカ、観客にウケたで賞に真柳仁、汗が飛び散る大熱演賞に村田裕樹（明治大学お笑いサークルの野村ビル）。
なお、指揮者の形態模写芸人好田タクトや、自称世界エアーコンダクター協会家元を名乗る玉地俊雄などもいるが、いずれも選手権などでの参加、受賞実績はない。
そのほかにも、形態模写やパントマイムの類をエアギターの流行以降に「エア○○」と呼称する例は多い。